# عشق و دیگر داروها
عشق و دیگر داروها (به انگلیسی: Love and Other Drugs) یک فیلم آمریکایی در ژانر اروتیک رمانتیک و کمدی به کارگردانی ادوارد زوئیک و بازی جیک جیلنهال و آن هاتاوی است که در اواخر سال ۲۰۱۰ به اکران درآمد. این فیلم بر پایهٔ رمان غیر تخیلی «فروش ماهرانه:ویاگرا، انقلابی در یک فروشنده» است. این دومین فیلم ژانر کمدی-درام است که ادوارد زوئیک کارگردانی کرده‌است. همچنین بعد از فیلم تحسین شده کوهستان بروکبک این دومین باری است که جیک جیلنهال و آن هاتاوی با یکدیگر هم بازی می‌شوند. عشق و دیگر داروها ۲۴ نوامبر ۲۰۱۰ در آمریکا به نمایش درآمد. فیلم با نظرات عمدتاً مثبت و متوسط منتقدان همراه بود. ساخت عشق و دیگر داروها ۳۰ میلیون دلار خرج برداشت اما فیلم در گیشه به فروش خوب ۱۰۲ میلیون دلاری رسید که با توجه به بودجه کم و رده سنی آن رقم قابل توجهی است. عشق و دیگر داروها در شصت و هشتمین مراسم گلدن گلوب در دو رشته بهترین بازیگر مرد نقش اول مرد فیلم کمدی یا موزیکال برای جیک جیلنهال و بهترین بازیگر نقش اول زن فیلم کمدی یا موزیکال برای آن هاتاوی نامزد بود اما هیچ‌کدام از این جوایز را بدست نیاورد.

## داستان
در دههٔ ۱۹۹۰، جمی (جیک جیلنهال) که در یک فروشگاه الکتریکی کار می‌کند، از کار اخراج می‌شود زیرا با دوست دختر رئیسش خوابیده. بعد از اینکه خانواده اش متوجه می‌شوند او را سخت سرزنش می‌کنند که چرا دانشکده پزشکی را رها کرده. برادر ثروتمندش به نام جاش به او پیشنهاد می‌دهد که به عنوان نمایندهٔ فروش شرکت‌های دارویی فعالیت کند. او نیز این شغل را می‌پذیرد و برای شرکت‌های دارویی فعالیتش را شروع می‌کند. جمی وقتی برای فروش دارو به مطب یکی از دکترها رفته، با مگی (آن هاتاوی) آشنا می‌شود. مگی از پارکینسون زودرس رنچ می‌برد. جمی و مگی با هم قرار ملاقات می‌گذارند که در نهایت پس از ده دقیقه آن دو به آپارتمان مگی می‌روند و رابطهٔ جنسی برقرار می‌کنند.
در پارکینگ بیمارستان، جمی با ماهرترین نمایندهٔ فروش دارویی برخورد می‌کند. او به جمی می‌گوید که عاشق مگی است و او باید مگی را ترک کند. آن شب جمی به آپارتمان مگی رفته و باز با هم رابطه برقرار می‌کنند ولی در حین رابطه، جمی به مگی می‌گوید که در برقراری مشکل دارد. مگی در حالی که او را مسخره می‌کند به او می‌گوید که باید از داروی جدیدی که کارخانه تولید کرده به نام ویاگرا استفاده کند. جمی به فروش داروی ویاگرا می‌پردازد که بسیار مورد علاقهٔ دکترها و بیمارانشان قرار می‌گیرد و همچنین باعث ادامهٔ زندگی جنسی مگی و جمی می‌شود.
جمی از مگی می‌خواهد که رابطهٔ رسمی تری با هم داشته باشند که مگی نمی‌پذیرد. مگی به افراد سالمندی را که با اتوبوس به کانادا سفر می‌کنند، کمک کرده تا بتواند داروهایش را با نسخهٔ ارزانتری بخرد. وقتی مگی در حال سوار شدن به اتوبوس بود، جمی جلویش را می‌گیرد و آن‌ها با هم دعوای سختی می‌کنند. روز بعد که اتوبوس از کانادا برمی گردد، مگی می‌بیند که جمی تمام مدت در پارکینگ به انتظار بازگشت او بوده، تحت تأثیر قرار می‌گیرد و رابطهٔ خود را با او ادامه می‌دهد.
جمی از مگی می‌خواهد که با او به یک همایش پزشکی در شیکاگو بیاید. مگی می‌پذیرد. همایش در رابطه با بیماری پارکینسون است. او با شنیدن قصهٔ بیماری بقیه و اتفاقاتی که برایشان افتاده، تحت تأثیر قرار می‌گیرد. جمی در آنجا با مردی آشنا می‌شود که همسرش در آخرین مرحلهٔ این بیماری قرار دارد. جمی از او می‌خواهد که دربارهٔ مگی به او توصیه‌ای کند که او به جمی می‌گوید فرار کن. جمی به شدت شوکه می‌شود. بعد از همایش مگی به جمی می‌گوید که چقدر دوستش دارد.
جمی به جستجو دربارهٔ این بیماری می‌پردازد و به دکتر مگی فشار می‌آورد که تمام افراد متخصصی که می‌توانند کمک کنند را به او معرفی کند. جمی شروع می‌کند مگی را به متخصصین مختلف بردن و هزینهٔ تمام آزمایشاتش را نیز می‌پردازد. روزی که به مطب یکی از پزشکان می‌روند، منشی به او می‌گوید که وقت ملاقات به روز دیگری موکول شده. جمی با شنیدن این سخنان به شدت عصبانی می‌شود و به منشی می‌گوید که آن‌ها با هواپیما به آن شهر آمده‌اند و… او به شدت سر منشی فریاد می‌زند. مگی با ناراحتی از ساختمان خارج شده و با جمی می‌جنگد و به او می‌گوید که بیماریش هیج درمانی ندارد. مگی حس می‌کند که جمی دوستش دارد و به رابطه اش با او ادامه می‌دهد، فقط به امید اینکه او روزی بهبود یابد، به همین خاطر با جمی قطع رابطه کرد.
چند وقت دیگر، جمی با یکی از همکارانش به نام بروس، در رستورانی شام می‌خوردند که او به‌طور اتفاقی مگی را می‌بیند که با نامزدی جدید به شام خوردن مشغول است. جمی که ارتقاء شغلی پیدا کرده باید به دفتر شرکت در شیکاگو نقل مکان می‌کرد. جمی به خانه می‌رود تا وسایلش را جمع کند و آمادهٔ رفتن شود که درمی یابد نمی‌تواند از مگی دور باشد. با عجله به همان رستوران می‌رود ولی متوجه می‌شود او به کانادا رفته تا دارو بیاورد. جمی به سرعت اتوبوسی که مگی در آن سوار بود را می‌یابد و از او می‌خواهد پیاده شود. مگی به جمی ده دقیقه فرصت می‌دهد تا او حرف‌هایش را بزند. جمی به مگی می‌گوید که وقتی در کنارش هست، احساس می‌کند که انسان بهتری است و اینکه چقدر دوستش دارد و به او نیاز دارد. مگی گریه می‌کند و می‌گوید که او بیشتر دوستش دارد. جمی ترفیعش به شیکاگو را رد می‌کند و آن دو با هم زندگی مشترک را آغاز می‌کنند.

## بازیگران
- جیک جیلنهال در نقش جمی راندال
- آن هاتاوی در نقش مگی مورداک
- جاش گاد در نقش جاش راندال
- جودی گریر در نقش سیندی
- اولیور پلات در نقش بروس جکسون
- هانک آزیارا در نقش دکتر نایت
- نیکی دیلُچ در نقش کریستی

## ساخت

### فیلم‌برداری
عکس‌های اولیهٔ این فیلم در ۲۱ سپتامبر ۲۰۰۹ در پنسیلوانیا گرفته شد. این شهر بخاطر سابقهٔ قدیمی اش در زمینهٔ پزشکی برای فیلم‌برداری انتخاب شد. البته قسمت‌هایی از این فیلم در شیکاگو نیز فیلم‌برداری شده. برای فیلم‌برداری از هلیکوپتر استفاده شده و ۴۰ تا ۵۰ دستگاه خودرو به لوکیشن فیلم‌برداری آورده شده بود.
آن هاتاوی اعتقاد نداشت که برهنگیش در فیلم موجب شود که مردم متعصب از دیدن این فیلم اجتناب کنند. او می‌گوید: «فقط بخاطر اینکه برهنگی یک مسئله‌ای است که در آمریکا مخالفان زیادی دارد، باعث می‌شود که مردم به‌طور ناخودآگاه این مسئله را انتخاب کنند و در نتیجه بخش‌های متعصب از سایر بخش‌های آمریکا جدا می‌شوند. البته من برای مردم احترام بیشتری قائلم. مردم کنجکاوند و داستان‌های عشقی را دوست دارند، البته نباید این را انکار کرد که بازی در اینگونه فیلم‌ها ریسک خاص خودش را دارد.»

### درجه سنی
عشق و دیگر داروها به خاطر وجود صحنه‌های تحریک‌کننده جنسی و برهنگی واضح و همچنین محتوای بزرگسالانه درجه R دریافت کرد بدین معنی که فقط افراد بالای هفده سال اجازه تماشای آن در سالن سینما را داشتند.

## نظر منتقدین
عشق و دیگر داروها نظر متفاوت منتقدین را دربردارد. سایت سینمایی راتن تومیتوس با داشتن ۱۴۵ منتقد حرفه‌ای به این فیلم ۴۸٪ نمره داد یعنی امتیازی برابر ۵٫۸ از ۱۰ و با اجتماع آراء عنوان کرد: " موجب رضایت است که هالیوود فیلم عشقی در سبک جدید می‌سازد ولی عشق و دیگر داروها فاقد تعادل در میان عناصر اصلی داستان است. سایت متاکریتیک با داشتن ۳۸ منتقد حرفه‌ای به این فیلم امتیاز ۵۵ ٪ داد.
رابرت ابرت از روزنامهٔ شیکاگو سان تایمز به این فیلم ۲٫۵ ستاره از ۴ می‌دهد و معتقد است که آن هاتاوی بازی دوست داشتنی و زیبایی را ارائه داده و جیک جیلنهال نیز ابعاد بازیش را از طنز به جدی تغییر داده.
کیرک هانی کات از هالیوود ریپورتر به این فیلم نمرهٔ منفی داد. او می‌گوید: «انرژی فیلم فوق‌العاده زیاد است-هیجان زدگی زیادی در آن دیده می‌شود-البته در ابتدای فیلم ولی در ادامه آرام می‌گیرد تا به مسئلهٔ رقابت در فروش دارو، هر چند غیراخلاقی، بپردازد. ناگهان حواس بیننده را با نمایش صحنهٔ‌های جنسی پرت و سرگردان می‌کنند تا بتوانند پدیدهٔ دارویی ویاگرا را نشان دهند ولی بعد از آن فیلم تصمیم می‌گیرد که در پایان، این یک رابطهٔ عاشقانه بوده و سعی می‌کند که یک پایان متعارف را به نمایش بگذارد.»
بتسی شارکی از لس‌آنجلس تایمز به نظر مثبتی نسبت به فیلم دارد. او می‌گوید: «زوئیک آنقدر رشد کرده که از عهدهٔ گرفتاری‌های احساسی بربیاید. یه چیزی بین فیلم‌های حماسی و عاشقانه یا بین جیک جیلنهال و آن هاتاوی. عشق آسان به‌وجود نمی‌آید ولی لااقل با عشق و داروهای دیگر، نیازی نیست منتظر بمونی.»
بسیاری از نظرسنجی‌های نیویورک تایمز عنوان کردند که: «فیلم‌های آمریکایی در خصوص روابط جنسی خیلی امل عمل می‌کنند و سعی می‌کنند بازیگران دارای سابقهٔ مثبت را برای این کار انتخاب کنند. عشق و عشق و دیگر داروها برهنگی را از طریق عریان نشان دادن بالا تنهٔ آن هاتاوی و پایین تنهٔ جیک جیلنهال آگاه می‌کند که یک تغییر مثبت است و از آن استقبال می‌کنیم.»
جیمز براردینلی، منتقد فیلم از طرف ریل ویو، با دادن ۳٫۵ ستاره از ۴، این فیلم را مورد تشویق قرار می‌دهد. او می‌گوید: «اولین چیزی که از عشق و داروهای دیگر متوجه می‌شویم این است که این فیلم یک داستان عاشقانهٔ بزرگسال است. بسیاری از فیلم‌های عاشقانهٔ حال حاضر، نوجوانان را مورد هدف قرار می‌دهند و به ندرت می‌توان فیلم عاشقانه‌ای را یافت که از این خیل عظیم جدا باشد.»

### گیشهٔ فروش
عشق و داروهای دیگر در ۲۴ دسامبر ۲۰۱۰ به اکران درآمد و در ۲٬۴۵۵ سینما به نمایش گذاشته شد. در اولین روز اکران، ۲٬۲۳۹٬۴۸۹ دلار و در هفتهٔ اول اکران، ۹٬۷۳۹٬۱۶۱ دلار فروش کرد. در هفتهٔ دوم، ۵٬۶۵۲٬۸۱۰ دلار فروخت یعنی ۲٬۳۰۰ دلار هر سینما. هفتهٔ سوم فروشش کاهش یافت و به ۲٬۹۸۱٬۵۰۹ دلار رسید یعنی ۱٬۳۳۱ به ازای هر سینما.

### افتخارها
در ۶۸مین جوایز گولدن گلوب:
- بهترین بازیگر مرد - فیلم‌های موزیکال یا کمدی - جیک جیلنهال (نامزد)
- بهترین بازیگر زن – فیلم‌های موزیکال یا کمدی – آن هاتاوی (نامزد)

جوایز ماهواره‌ای ۲۰۱۰:
- بهترین بازیگر مرد - فیلم‌های موزیکال یا کمدی - جیک جیلنهال (نامزد)
- بهترین بازیگر زن – فیلم‌های موزیکال یا کمدی – آن هاتاوی (برنده)

انجمن نقد سینمایی واشینگتن:
بهترین بازیگر زن – آن هاتاوی (نامزد)